# Lewis John Carlino
Lewis John Carlino (* 1. Januar 1932 in New York City; † 17. Juni 2020 auf Whidbey Island, Washington) war ein US-amerikanischer Drehbuchautor und Filmregisseur, arbeitete aber vor und nach seiner Filmkarriere auch als Autor und Regisseur für das Theater.

## Leben
Geboren 1932 in New York, zog er zusammen mit seiner Familie nach Kalifornien. Hier besuchte er eine Highschool und das El Camino College. 1951 meldete Carlino sich zur United States Air Force und diente während des Koreakriegs insgesamt vier Jahre dort. Im Anschluss studierte er an der University of Southern California. Er war zunächst im Bereich des Theaters tätig und entwickelte mehrere Theaterstücke, darunter Telemachos Clay und The Brick and the Rose, die auch Off-Broadway gespielt wurden.
Carlino trat ab 1960 zunächst als Drehbuchautor für verschiedene Fernsehserien in Erscheinung. 1966 folgte mit Der Mann, der zweimal lebte der erste Spielfilm, für den er ein Drehbuch verfasste. Für das Drehbuch zu The Fox (1967) wurde er gemeinsam mit Howard Koch für den Golden Globe Award nominiert. Bis Ende 1970er Jahre folgten weitere Drehbücher, für Kino- und Fernsehproduktionen gleichermaßen. 1976 gab Carlino mit dem Film Der Weg allen Fleisches sein Regiedebüt. 1979 und 1983 folgte je ein weiterer Spielfilm, den er als Regisseur in Szene setzte. Das Drehbuch zum Film Der starke Wille brachte ihm 1980 eine Nominierung für den Saturn Award für das beste Drehbuch ein. Mit Beginn der 1980er Jahre trat er nur noch vereinzelt in Erscheinung.
1978 waren Carlino und sein Kollege Gavin Lambert für das Drehbuch zu Ich hab’ dir nie einen Rosengarten versprochen für den Oscar in der Kategorie Bestes adaptiertes Drehbuch nominiert.
1996 zog er auf die Insel Whidbey Island und widmete sich wieder dem Theater, wobei er als Autor und Regisseur wirkte.
Carlino starb im Juni 2020 im Alter von 88 Jahren in seinem Zuhause auf der Insel Whidbey Island an den Folgen des Myelodysplastischen Syndroms. Er war zwei Mal verheiratet und Vater einer Tochter.

## Filmografie (Auswahl)
Drehbuch
- 1966: Der Mann, der zweimal lebte (Seconds)
- 1967: The Fox
- 1968: Auftrag Mord (The Brotherhood)
- 1972: Kalter Hauch (The Mechanic)
- 1974: Testament in Blei (Crazy Joe)
- 1974: Where Have All the People Gone, mit Sandor Stern
- 1977: Ich hab’ dir nie einen Rosengarten versprochen (I Never Promised You a Rose Garden)
- 1980: Der starke Wille (Resurrection)
- 1987: Schwarzer Sommer (Haunted Summer)
- 2011: The Mechanic

Regie
- 1976: Der Weg allen Fleisches (The Sailor who fell from Grace with the Sea)
- 1979: Der große Santini (The Great Santini)
- 1983: Class